# سعید جراح
سعید حسن جراح (به انگلیسی: Sayid Hassan Jarrah) نام شخصیت داستانی مجموعه تلویزیونی گمشدگان محصول کانال ای بی سی آمریکا می‌باشد. ایفاگر این شخصیت نوین اندروز می‌باشد. سعید مسلمان و اهل عراق است. وی سرباز جنگ خلیج فارس بوده است. 
او در فصل اول در یکی از دام‌های روسو می‌افتد اما از کمپ او فرار می‌کند. او شخصیت نترس و شجاعی دارد و بیشتر اوقات وقتی پای تیراندازی و نقشه کشیدن برای مبارزه با دشمنان باشد، به جک و جان لاک توصیه‌های خوبی می‌کند.

## زندگی

### قبل از سقوط
سعید در ابتدا به عنوان افسر ارتباطات در گارد ویژه جمهوری خواهان عراق فعالیت می‌کرد و مهندس ماهر رادیو و مکانیک بود. او در جنگ خلیج فارس خدمت کرد و به اسارت ارتش آمریکا درآمد. او تنها کسی بود که در واحد خود انگلیسی صحبت می‌کرد، بنابراین به او گفته شد که از فرمانده دستگیر شده اش بازجویی کند. او ۵ سال به اجبار بازجویی و شکنجه کرد تا اینکه به او دستور دادند از نادیا که دوست بچگی او بود حرف بکشد. آن دو عاشق هم شدند و در نهایت سعید نادیا را فراری داد.

### بعد از سقوط
وی از شکنجه کردن افراد پشیمان است و به خود قول می‌دهد که دیگر هرگز شکنجه نکند. اما در جزیره مجبور می‌شود تا بعضی مواقع در این باره استثنا قائل شود. سعید در جزیره به شانون علاقه‌مند می‌شود اما او اشتباهاً توسط آنالوسیا کشته می‌شود. او سرانجام برای اینکه بمب دود سیاه در زیردریایی باعث مرگ بقیه نشود بمب را به دست خود می‌گیرد و به دورترین مکان زیردریایی می‌رود و بمب منفجر می‌شود و سعید با فداکاری می‌میرد.

### زندگی دیگر
نادیا با برادر سعید ازدواج کرده‌است. سعید برای برادرش چند نفر را به قتل می‌رساند اما دستگیر می‌شود و گیر جیمز می‌افتد. اما هارلی او را فراری می‌دهد.